# Fator Melquisedeque
O Fator Melquisedeque é designação dada à consciência universal da existência de um Deus único, entre as diversidades de expressões culturais e religiosas dos diferentes povos e civilizações ao longo da história.
O primeiro a utilizar o termo foi o teólogo Don Richardson, autor do livro de mesmo nome: "Fator Melquisedeque", que através de relatos antropológicos expõe um testemunho de Deus nas culturas através do mundo. Melquisedeque é uma alusão ao sacerdote "do Deus Altíssimo", considerado Rei de Salém, a qual haveria de se tornar na cidade sagrada de Jerusalém. Em um relato bíblico, esse sacerdote-rei, abençoa Abraão, "o pai da Fé", que o oferta a décima parte dos despojos de guerra ao qual estava retornando. A referência a esse personagem místico, aponta para a existência do culto monoteísta anterior às grandes religiões atuais.
Conceito aceito pela Teologia contemporânea, mais especificamente pela Missiologia, reconhece os hábitos estranhos ao cristianismo, não como barreiras ao evangelismo, ou ao convívio social, mas como ponte entre visões diferentes de uma mesma verdade, denominada "substância católica", ou universal.

## Desenvolvimento do tema
Neste livro, Richardson usa a relação entre Abraão e Melquisedeque como um exemplo de que o evangelho de Jesus está preparado para ser pregado ao mundo, bem como o mundo está preparado para recebê-lo. Esta concepção ele chama de relação entre a "revelação geral" e a "revelação especial", sendo a revelação geral, ilustrada por Melquisedeque, mais antiga e mais abrangente do que a revelação especial, ilustrada por Abraão.
A revelação geral é vista como o ato inicial de Deus, o se revelar à humanidade como criador de todos e de tudo. Esta revelação divina pode ser vista nas religiões originais de vários povos e tribos remotos, isto é, que estão longe de qualquer influência estrangeira, em que nelas se encontram noções monoteístas, às vezes, muito semelhantes à narrativa bíblica. Segundo a própria Bíblia, Deus criou os seres humanos, mas estes o esqueceram e o substituíram por deuses menores (ídolos). Porém, como visto em muitos destes povos, não o esqueceram totalmente, tendo alguns deles mantido tradições peculiares, tais como o sentimento da necessidade de ter seus pecados apagados e a promessa divina de perdão futuro. Muitos destes povos até mesmo acreditam (ou acreditavam) que um mensageiro estrangeiro viria, portando um livro no idioma nativo deles, e que, por meio deste livro, os conduziria à reconciliação com Deus.
Estas noções encontradas nas culturas e tradições desses povos seriam, segundo Richardson, um tipo de preparador, para a chegada do Evangelho a eles, tal como a Lei de Moisés o foi para os judeus.
A revelação especial, no entanto, é vista como a solução apresentada na Bíblia para o problema de reconciliação entre Deus e toda a humanidade.
O livro de Gênesis mostra que Deus revelou-se a Abraão e lhe prometeu uma grande descendência, e que, por meio de sua descendência, Ele abençoaria a todos os povos da Terra. Como evidenciado na Bíblia, este propósito foi sendo cumprido ao longo dos anos chegando ao ápice na pessoa de Jesus Cristo, por meio de quem veio o perdão de Deus para todos. Caberia, agora, por meio dos cristãos, espalhar essa solução, há muito esperada, aos povos do mundo, para que o objetivo de Deus (sobre o qual ele jurou por Si mesmo, a Abraão, que cumpriria) fosse totalmente realizado.

## A substância "católica" ou universal
Richardson revela que há sete fatos pré-abraâmicos que determinam se uma religião nativa reteve alguma parte da verdade sobre Deus, apresentada na Bíblia. São elas:
- O fato da existência de Deus;
- A criação do mundo e da humanidade;
- A rebelião e queda do homem: o pecado da humanidade afastou a todos de Deus.
- A necessidade do sacrifício: o sacrifício, como mostrado na Bíblia, simboliza a necessidade de ter alguém justo pagando pelo pecado de outro, isto é, o bode expiatório.
- O grande Dilúvio: o Dilúvio é apresentado em muitas tradições como o ato de Deus
- A Torre de Babel: a criação e divisão de diferentes línguas e povos;
- O reconhecimento da necessidade humana de ter novas revelações de Deus.

Ele vê estes sete fatos como o denominador comum entre todas as crenças nativas. As que possuem pelo menos seis destes fatos, estão mais próximas da verdade; as que só têm um dos fatos, estão longe demais, tendo deixado o conhecimento da verdade se perder ou se misturar com ideias diversas.
É importante notar que ele está se tratando de religiões nativas "originais", isto é, que sofreram pouco ou nenhum contato com outras religiões, principalmente as consideradas fabricadas (que não vieram como tradições de um povo inteiro, mas como ideias individuais, tais como islamismo, budismo etc.). 

## Lista de povos
Richardson foi influenciado por Wilhelm Schmidt e Andrew Lang no que se refere ao conceito de monoteísmo em várias religiões mundiais. Neste livro, Richardson cita povos e tribos, alguns bem remotos, que apresentam esta noção monoteísta, muitas vezes semelhante ou correspondente à Bíblia. Aqui estão alguns deles:
- Os cananeus: possuíam a ideia de um deus supremo chamado El Elyon que, em nosso idioma, significa "o Deus Altíssimo";

- Os incas: possuíam um panteão de deuses tão grande quanto o de Atenas, sendo o mais adorado deles Inti, o deus-sol. No entanto, havia um certo ser chamado Viracocha, cuja singularidade é resumida pelo Dr. B.C. Brundage, baseado no relato do rei Pachacuti (quem "descobriu" Viracocha em sua própria cultura), como segue: “Ele é antigo, remoto, supremo e não-criado. Também não necessita da satisfação vulgar de uma consorte. Ele se manifesta como uma trindade quando assim o deseja, […] caso contrário, apenas guerreiros e arcanjos celestiais rodeiam a sua solidão. Ele criou todos os povos pela sua palavra, assim como todos os huacas (espíritos). Ele é o Destino do homem, ordenando seus dias e o sustentando. É, na verdade, o princípio da vida, pois aquece os seres humanos através de seu filho criado, Punchao (o disco do sol, que de alguma forma se distinguia de Inti). É ele quem traz a paz e a ordem. É abençoado em seu próprio ser e tem piedade da miséria humana. Só ele julga e absolve os homens, capacitando-os a combater suas tendências perversas”.
- Os santal: este povo, habitante de uma região ao norte de Calcutá, Índia, apresenta uma história um tanto semelhante à Bíblia. Segue o relato (resumido) feito no livro sobre ela:

"'Há muito, muito tempo atrás Thakur Jiu (que significa "Deus verdadeiro" na língua santal) criou o primeiro homem, e a primeira mulher, Haram e Ayo, e colocou-os bem longe, na região oeste da índia chamada Hihiri Pipiri. Ali, um ser chamado Lita tentou fazer cerveja de arroz e, depois, induziu-os a jogar parte da cerveja no solo como uma oferta ao demônio. Haram e Ayo se embriagaram com a cerveja e dormiram. Ao acordar souberam que estavam nus e tiveram vergonha. Mais tarde, Ayo teve sete filhos e sete filhas de Haram, os quais se casaram e formaram sete clãs. Os clãs migraram para uma região chamada Kroj Kaman, onde se tornaram corruptos. Thakur Jiu chamou a humanidade para voltar para Ele . Quando o homem se recusou, Thakur Jiu escondeu um 'casal santo' numa caverna no monte Harata, destruindo, a seguir, o restante da humanidade através de um dilúvio. Tempos depois, os descendentes do 'casal santo' se multiplicaram e migraram para uma planície de nome Sasan Beda ('campo de mostarda'). Thakur Jiu os dividiu ali em muitos povos diferentes. Um ramo da humanidade migrou primeiro para a 'terra de Jarpi' e depois continuou avançando para leste 'de floresta em floresta', até que altas montanhas bloquearam o seu caminho. Eles procuraram desesperadamente uma passagem através das montanhas, mas todas se mostraram intransponíveis, pelo menos para as mulheres e crianças. Naqueles dias os proto-santal, como descendentes do casal santo, ainda reconheciam Thakur Jiu como o Deus verdadeiro. Porém, ao enfrentar essa crise, eles perderam a fé no mesmo e deram o primeiro passo em direção ao espiritismo. 'Os espíritos dessas grandes montanhas bloquearam nosso caminho', decidiram. 'Vamos nos ligar a eles por meio de um juramento, a fim de nos permitirem passar'. Eles entraram, então, em aliança com os "Maran Buru” (espíritos das grandes montanhas), dizendo: 'Ó, Maran Buru, se abrirem o caminho para nós, iremos praticar o apaziguamento dos espíritos quando alcançarmos o outro lado'. Pouco depois, eles descobriram uma passagem na direção do sol nascente'. Chamaram essa passagem de Bain, que significa 'porta do dia'. Assim, os proto-santal atravessaram para as planícies denominadas, hoje, Paquistão e índia. Migrações subsequentes os impeliram mais para o leste, até às regiões fronteiriças entre a índia e a atual Bangladesh, onde se tornaram o povo santal dos dias de hoje. Escravos de seu juramento e não por amor aos Maran Buru, os santal começaram a praticar o apaziguamento dos espíritos, feitiçaria e até adoração do sol".
- Os gedeo: habitantes do centro-sul da Etiópia, eles criam em um deus supremo chamado Magano e criam que estrangeiros viriam até eles mostrar como se tornarem íntimos de Magano e deixarem de adorar a Sheit'an, o ser maligno.
- Os mbaka: os mbaka habitam na Rep. Centro-Africana e creem num deus supremo chamado Koro, o Criador, que enviou uma mensagem aos seus antepassados dizendo que Ele já mandara seu Filho para realizar uma coisa maravilhosa em favor de toda a humanidade. Mais tarde, porém, seus ancestrais afastaram-se da verdade sobre o Filho de Koro. Com o tempo, eles esqueceram o que Ele havia feito pela humanidade. Desde a época do esquecimento, gerações sucessivas desejaram descobrir a verdade sobre o Filho de Koro. Mas tudo o que puderam saber foi que mensageiros viriam para repetir esse conhecimento esquecido e que eles seriam provavelmente brancos. Além disso, eles possuíam um tipo de tribo sacerdotal entre eles e um rito de passagem que começava com um batismo, devendo o batizado, depois disso, agir como uma criança, com humildade e à procura da retidão.
- Os chineses e coreanos: ambos os povos criam num deus supremo criador de tudo que não poderia ser representado por imagens, chamado em seus idiomas de Shangdi (o Senhor do Céu) e Hananim (o Grande), respectivamente. No caso dos chineses, por exemplo, a despeito das tentativas feitas pelos imperadores, confucionistas, budistas e taoistas de privá-lo cada vez mais do conhecimento do povo, Shang Ti continua a existir até hoje no pensamento popular.